# Моно-но аваре
Моно-но аваре (яп. 物のあわれ, «Сумна чарівність речей») - естетичний принцип, характерний для японської культури починаючи з періоду Токугава. Виник завдяки групі вчених і поетів Кокугакушю на хвилі патріотичних настроїв та поновлення інтересу до шинтоїзму. Найбільш характерні прояви моно-но аваре зустрічаються в літературі, але принцип стосується всієї культурної традиції Японії (див. Ханамі).
У класичній японській традиції моно-но аваре - емоційний відгук, схожий на зворушення очевидною і прихованою красою речей і явищ, з обов'язковим відтінком незбагненного смутку через відчуття ілюзорності й швидкоплинності всього, що ми бачимо.

## Історія
Часом виникнення терміна моно-но аваре вважається епоха Хейан, початок якої в Японії відносять до 794 року, коли в провінції Ямасіро завершилося будівництво нової столиці, що отримала назву "Столиця миру та спокою" - Хейан. До Х століття в Японії завершується процес засвоєння та переосмислення материкової культури і становлення на її основі власної, японської. На той час число аристократичних родин, наближених до імператорського двору, було доволі незначним - близько двадцяти. Навколо них зосереджувалися інші, менш родовиті сім'ї. Існувала також провінційна аристократія, однак її становище було не надто привілейованим, хоча іноді й більш вигідним матеріально. Столиця вважалася єдиним місцем, гідним шляхетної людини. Погляди столичної аристократії були звернені виключно до імператорського палацу як  місця, куди стікалися й де накопичувались усі  культурні надбання того часу.  Наприкінці Х століття імператорський палац перестав бути місцем, де вершилися державні справи. Імператорська влада набула до того часу швидше номінального значення. Отже, придворний світ був центром процвітання усіх видів мистецтв. Покої наложниць, які сперечалися між собою за  вплив на імператора, прикрашалися творами найкращих живописців, там збиралися видатні поети й музиканти. Еталоном у поезії до кінця Х століття стала антологія  "Кокінвакашю" ("Зібрання старих і нових пісень Ямато", початок Х ст.). Її потрібно було не тільки знати напам'ять, але й уміти використовувати образи, що склались у ній, у власних віршах. Складне переплетіння буддійських ідей з народним світогладом та елементами китайських  систем ворожіння і магії, характерне для епохи Хейан, лягло в основу своєрідного національного світогляду й визначило особливості подальшого розвитку всіх галузей духовного життя країни.
У середині Х століття досягла найвищого розвитку музика "ґаґаку", запозичена  з Китаю та Кореї ще в епоху Нара. В умовах ізоляції в Японії створювалися власні музичні твори (певна річ, за китайськими зразками) та перероблялися на свій лад ті, що вже існували. Водночас пожвавилася зацікавленість і національними музичними традиціями.
Значна увага приділялася й живопису та каліграфії. У Х столітті поряд із китайським стилем у живопису (кара-е) виник і поступово  завоював неабияку популярність японський стиль (ямато-е), складалися специфічні японські  прийоми живопису, вплив яких почав відчуватися і в буддійському малярстві. Змінився також характер буддійської скульптури. Виникли японські каліграфічні стилі, які сягнули найвищого розвитку в творчості Оно-но-Тофу (894-966), Фуджівара но Юкінарі (972-1027) та ін.
Одним із найважливіших досягнень епохи Хейан можна вважати винайдення японського силабічного письма (абетки "кана"), що відіграло значну роль у розвитку японської літератури.
У Х столітті національна поезія майже дорівнялася  в своєму значенні до китайської, яка досі домінувала у всіх галузях суспільної діяльності. Завдяки творчим зусиллям Кі-но-Цураюкі (868-945) та інших поетів японський п'ятивірш танка, що раніше мав  суто вжитковий, радше "побутовий" характер, поступово посів головне місце в літературному процесі. З  кінця Х століття почали з'являтися трактати, присвячені японській поезії "вака". Серед перших був "Шінсей-джуйно" Фуджівара Кінто. Формувалися і вдосконалювались прийоми  власне японської поетики, відбувалося становлення японських естетичних категорій.

## Філософія
Навколишній світ у епоху Хейан (як  особистісний світ людини, так і природне середовище її існування) сприймався не безпосередньо, а через призму розмаїтих сінтоїстських, буддійських, конфуціанських, даоських та інших уявлень, до того ж бачення світу значною мірою визначали й літературно-естетичні  критерії, які до кінця Х століття склалися в розроблену систему.
Так, світ природи  цінувався не сам по собі, не як щось  відособлене, таке, що існує поза людиною (цікаво, що в давній японській мові слова "природа" - шідзен взагалі не було), а як об'єкт естетичного і філософсько-етичного переживання. Естетична цінність тих чи інших природних явищ закріплювалася поетичними антологіями та в "олітературеному", "естетизованому" вигляді входила до духовного світу людини, визначаючи тим самим сферу подальшого добору поетичного матеріалу. Для японських трактатів про сутність поезії, так само, як і для китайських, у традиції котрих їх написано, характерною є залежність "серце" - "слово", а не "слово" - "дійсність", як у західній поезії. Зв'язки "слова" і "дійсності" взагалі не розглядалися. Так, у традиційній японській прозі, повістях (моногатарі, що в перекладі означає "оповідь у розмові") час і простір завше є мовби продовженням внутрішнього світу тієї особи, з позицій котрої ведеться розповідь. Умирають зазвичай восени, і все навколо сумує та плаче, весна - час здійснення сподівань і радісних зустрічей. Час розгортається  у  сталості повернень-повторень на тлі нескінченної мінливості. Його межі - один рік (хітотошьо/хітотоші), який визначається чергуванням весни, літа, осені, зими; таким само є і рух людського світу. Люди йдуть і повертаються знову,  одні змінюють інших - це і є сталість у мінливості.
Так, уперше в японській прозі віднайшла свій вияв проголошена Цураюкі ідея вищої гармонії серця і слова. У більш ранні періоди поняття "аваре" означало щиросердно- наївний подив чи захват, який породжують у людській душі враження від навколишніх предметів і явищ: співчуття, співпереживання, жаль, спрямовані безпосередньо на об'єкт. "Аваре" висловлювало почуття просте  і ясне, пронизане усвідомленням того, що у мінливості світу криється вічність.
У добу Хейан у понятті "аваре" з'явився  сумовито-трагічний відтінок, воно почало виражати відчуття швидкоплинності буття і невідворотності в'янення. Через "аваре"  передбачається можливість збагнути сутність "моно". Моно ж - це річ (предмет або явище), позбавлене зовнішнього вигляду, річ поза її окремими проявами, сама сутність речі. "Моно-но-аваре" - прагнення душі до вічних витоків речей, бажання вловити їхній  сенс, який вислизає від людського розуміння.

## Естетика
У 18-му столітті Мотоорі Норінага, аналізуючи повість Мурасакі Шікібу "Ґенджі моноґатарі", дійшов висновку, що всі її частини поєднуються водно загальним естетичним забарвленням, пронизані єдиним духом "моно-но-аваре".
"Цей твір увібрав у себе всі прояви "моно-но аваре", які лишень існують у світі, і був створений саме для того, щоб змусити читачів глибше проникнути в це поняття", - писав він. Відкидаючи всі інші тлумачення, він заявив, що сенс "Повісті про Ґенджі", власне, як і  всієї хейанської літератури, зводиться до розкриття прихованої сутності "моно-но-аваре". Ось як пояснює "моно-но-аваре"  Мотоорі Норінаґа: " Спершу це був зойк  надзвичайного захвату, що мимоволі виривався з глибин душі, коли людина щось бачила, чула, до чогось торкалася...  Захоплюючись повним місяцем або квітами, вигукуєш, наприклад, ось так: "Ах, які чудові квіти! ХАре! Дивовижний сьогодні місяць!". Так зване "аваре" і виникло через поєднання цих вигуків  "ах!" і "хАре!". Безпосередньо висловлений захват змішаний із певною часткою подиву, - ось у чім значення даного поняття... З плином часу слово "аваре" почали писати знаком "смуток", тож можна припускати, що й  означати воно почало виключно відчуття легкої засмученості, однак і це не остаточне твердження. "Аваре" висловлює не тільки печаль, воно стосується водночас і втіхи від зустрічі з прекрасним, від задоволення цікавим і приємним, а смуток виникає через те, що насолода завжди має свій кінець. Тож це поняття можна застосовувати й до всього, що здатне збуджувати в людині щасливий смуток: насолоду в поєднанні з жалем, що вона мине",
У подальших естетичних трактатах "моно-но-аваре" трактувалось як  таке, що допомагає збагнути взаємопов'язаність, взаємну обумовленість природи та людини, внутрішню підпорядкованість усього в світі законам фатуму. Звідси в поезії - прагення встановити зв'язок між з першого погляду далекими речами, розгледіти в них потаємну спорідненість усього в світі.
Світ у добу Хейан сприймався не як реальність, що має свою власну цінність, дотик до якої викликає щире захоплення - "аваре", як то було в давніші часи. Його літератори Х століття бачать виключно як об'єкт естетичного переживання, розглядають крізь призму "моно-но-аваре" - як сукупність символів, доступних лише обраним, тим, кому зрозумілий  "чарівний смуток усього на свті" - "моно-но-аваре".
Бажаючи віднайти гармонію зовнішнього та внутрішнього, об'єкта і суб'єкта, хейанські поети  домагалися не виразного, а хисткого, мінливого сприйняття. Важливо було не  вловити початок і кінець, приховані в одній і тій самій речі, а  межу між ними,  від якої вони перебувають у взаємодії. Фуджівара Кінто (966-1041) у трактаті "Дев'ять розрядів поезії" - "Вакакухон" - найбільш досконалим назвав такий вірш: "Думка струмує| за човном, який ось-ось і зникне| за островом в бухті Акаші| ледь помітному| в тремтливім ранковім тумані".
Дух "моно-но-аваре" краще, ніж будь-де,  знайшов собі вияв у хейанських моногатарі, передовсім у "Повісті про Ґенджі" Мурасакі Шікібу.